# Вікіпедія мовою пампанґо
Вікіпедія мовою пампанґо (пампанґо Wikipedia) — розділ Вікіпедії мовою пампанґо. Створена у 2005 році. Вікіпедія мовою пампанґо станом на 26 березня 2025 року містить 10 079 статей, 22 896 зареєстрованих користувачів, 31 активного дописувача, 2 адміністраторів
. Загальна кількість сторінок у Вікіпедії мовою пампанґо — 23 132, редагувань — 308 491, завантажених файлів — 394
. Глибина (рівень розвитку мовного розділу) Вікіпедії мовою пампанґо мала і становить 22.4 пунктів
. 

## Історія
- Вересень 2005 — створена 100-та стаття[3].
- Травень 2006 — створена 1 000-на стаття[3].
- Квітень 2008 — створена 5 000-на стаття[4].